# Eduard Ramírez Comeig
Eduard Ramírez Comeig (Eduard Ramírez com a nom literari; València, 22 de juliol de 1972) és un filòsof, gestor cultural i poeta valencià.
Llicenciat en Filosofia per la Universitat de València, la seva tasca s'ha desenvolupat entre l'escriptura i com informador juvenil; és membre fundador de la «Confraria del Bon Beure» entre altres iniciatives i activitats associatives i ha coordinat el projecte de l'Associació Cívica Tirant lo Blanc, Creuallibres. Tanmateix col·labora habitualment en premsa, revistes culturals, científiques i d'altres mitjans de comunicació, com suplement cultural Postdata del diari Levante-EMV, Fonoll, Lletres valencianes, Pensat i fet o El Temps, entre d'altres, i és el director de la revista de llibres Caràcters des de l'abril del 2010.
La seva obra poètica ha estat inclosa a diverses antologies com Lletra valenciana — Antologia de joves escriptors del País Valencià— (L'Aixernador-AJELC, 1994); Del camí (Germania, 1996); Poesia noranta (Oikos-Tau, 1997); La pell dels somnis (Fonoll, 2003) o For sale —50 veus de la terra— (Edicions 96, 2010) entre d'altres i va ser reconeguda la seva tasca amb la concessió del premi literari Parc Taulí de poesia, pel poemari L'usdefruit encara, l'any 2008.

## Obra
Entre altres publicacions de reculls de poemes o coordinacions que ha elaborat es poden esmentar:
Investigació i divulgació
- Els estudiants prenem part; associacionisme i participació en la UVEG, coordinació, amb altres autors (València: Universitat de València, 2002)[3][1]
- Temps de rebel·lió, coordinació (València: Universitat de València, 2002)[1][2]
- Per la Universitat pública, valenciana i democràtica. Més de 25 anys del Bloc d'Estudiants Agermanats (PUV, 2012)[2]

Poesia
- Del renou i del descans —Poemes del port— (Sant Josep de sa Talaia: Res Publica, 2001)
- Trànsits nord —Traspuats per l'esma de ciutat— (València: Brosquil, 2005)
- L'usdefruit encara (Barcelona: Proa, 2009)